# William Carnegie, VIII conte di Northesk
William Hopetoun Carnegie (16 ottobre 1794 – 5 dicembre 1878) è stato un nobile scozzese.

Earls of Northesk

Nacque dall'Ammiraglio William Carnegie, VII conte di Northesk, e Mary Ricketts il 16 ottobre 1794. Tra il 1831 e il 1871, fu conte di Northesk. 
Northesk morì il 5 dicembre 1878 all'età di 84 anni.
Sposò Georgiana Maria Elliot, figlia dell'Ammiraglio Sir George Elliot (1784–1863) e Eliza Cecilia Ness il 14 febbraio 1843 ed ebbe due figli: 
- Margaret Mary Adeliza Carnegie (morta il 27 settembre 1871)
- Ten.-Col. George John Carnegie, IX conte di Northesk (1º dicembre 1843 - 9 settembre 1891)